# داسو میراژ اف۲
داسو میراژ اف۲ (به انگلیسی: Dassault Mirage F2) یک هواگرد ساختِ کارخانهٔ داسو اویاسیون در کشور فرانسه است. این هواگرد برای نخستین بار در ۱۲ ژوئن ۱۹۶۶ میلادی مورد استفاده قرار گرفت.